# Taruka (Nuwakot)
Taruka – gaun wikas samiti w środkowej części Nepalu w strefie Bagmati w dystrykcie Nuwakot. Według nepalskiego spisu powszechnego z 2001 roku liczył on 1037 gospodarstw domowych i 5643 mieszkańców (2966 kobiet i 2677 mężczyzn).